# Braziliaanse palmgierzwaluw
De Braziliaanse palmgierzwaluw (Tachornis squamata) is een vogel uit de familie Apodidae (gierzwaluwen).

## Verspreiding en leefgebied
Deze soort komt voor van Colombia, Venezuela, de Guiana's en Trinidad zuidelijk tot noordoostelijk Peru en Brazilië en telt twee ondersoorten:
- T. s. squamata: van Trinidad en de Guianas tot het Amazonebekken en oostelijk Brazilië.
- T. s. semota: van oostelijk Ecuador en noordoostelijk Peru via oostelijk Colombia en noordwestelijk Brazilië tot zuidelijk en oostelijk Venezuela.